# Ryōsuke Shindō
Ryōsuke Shindō (進藤 亮佑?, Shindō Ryōsuke; Sapporo, 7 giugno 1996) è un calciatore giapponese, difensore del Cerezo Osaka.

## Caratteristiche tecniche
È un difensore centrale.

## Palmarès

### Club

#### Competizioni nazionali
- J2 League: 1

Consadole Sapporo: 2016